# Austêmpera
Austêmpera, é uma forma de tratamento térmico de têmpera indicada para aços de alto teor de C (Carbono), obtendo-se ao final do processo um material com dureza mais baixa do que a da martensita, denominado bainita.
O material é aquecido acima da zona crítica, assumindo a fase de austenita, e depois resfriado em duas etapas. A primeira etapa é um resfriamento rápido até uma temperatura ligeiramente acima da temperatura da mudança de fase da martensita ↔ austenita (normalmente o material é mergulhado em sal fundido). O material permanece nesta temperatura pelo tempo necessário a completar a mudança de fase austenita → bainita. Depois é resfriado até a temperatura ambiente.
Aços austemperados tem, como principal característica, a associação de elevada dureza com uma maior tenacidade, quando comparados com os aços temperados e revenidos.
A austêmpera é frequentemente aplicada em anéis elasticos, pinos elásticos, alguns tipos de molas e peças pequenas, que necessitem de boa tenacidade.